# 82332 Las Vegas
82332 Las Vegas este un asteroid din centura principală de asteroizi.

## Descriere
82332 Las Vegas este un asteroid din centura principală de asteroizi. A fost descoperit pe 15 iunie 2001 la Observatorul Palomar în cadrul programului NEAT. Asteroidul prezintă o orbită caracterizată de o semiaxă mare de 2,56 ua, o excentricitate de 0,04 și o înclinație de 21,9° în raport cu ecliptica.